# Batalla del Garellano (1503)
La batalla del Garellano, también llamada del río Garellano, Garigliano o río Garigliano (28 y 29 de diciembre de 1503), fue un enfrentamiento bélico entre tropas francesas y españolas durante la segunda guerra de Nápoles, con victoria de las segundas, entre las orillas del río Garellano y Gaeta (provincia de Latina, Lacio, Italia).

## Antecedentes
La batalla del Garellano es un episodio clave de la segunda guerra de Nápoles, y dentro de ésta, de su tercera y última parte, llamada en ocasiones Campaña del Garellano, que comienza a mediados de junio de 1503 con la entrada de un nuevo ejército francés en Italia y termina el 1 de enero de 1504 con su capitulación en Gaeta y la consiguiente firma del tratado de Lyon (31 de marzo de 1504).
La mencionada incursión gala, ordenada por el rey Luis XII, tuvo lugar cuando Gonzalo Fernández de Córdoba (llamado El Gran Capitán), general de los ejércitos españoles en Italia, se disponía a tomar la fortaleza de Gaeta con el fin de desalojar definitivamente al enemigo del Reino de Nápoles. La nueva amenaza le obligó a realizar un repliegue táctico hacia el este del río Garellano, en cuyas cercanías ocupó varias plazas fuertes (San Germano, Montecasino, Roccasecca) con las que articuló un sistema defensivo para frenar el avance de los franceses. Cosa que logró hasta en tres ocasiones, en las que frustró sendos intentos de aquellos de atravesar el río.
A mediados de noviembre de 1503, los ejércitos español y francés (éste al mando de Luis II, marqués de Saluzzo, que acababa de relevar en el puesto al duque de Nemours) se encontraban todavía separados por el río. La situación se había estancado y ambos contendientes ocupaban unas pocas posiciones cerca de la orilla, en terrenos pantanosos, enfangados e insalubres, y sufriendo la lluvia, el frío, las enfermedades, la demora en las pagas y el hambre. Esto último era más acuciante en el bando español, que tenía mayores dificultades para hacer llegar los suministros al frente, mientras que los franceses podían recibirlos desde el mar a través de su plaza fuerte de Gaeta. La situación durante las seis semanas anteriores aproximadamente a la batalla fue la de una guerra de trincheras, con escaramuzas y a la espera de un inminente final: o bien la retirada o bien un enfrentamiento definitivo.
La escaramuza que más ventaja aportó fue el cruce del río por parte de los franceses cerca de su desembocadura y junto a la Torre de Garellano.

## La batalla

### Preparativos
A pesar de las adversidades, Gonzalo de Córdoba estaba decidido a entablar combate en aquella ocasión en vez de retirarse y esperar la llegada del buen tiempo. Se ratificó en su intención tras la llegada de refuerzos desde Nápoles, y especialmente de las tropas de Bartolomeo d'Alviano, ayuda ésta fruto del acuerdo al que llegó Fernando el Católico con los Orsini, y que venía a paliar en parte la inferioridad numérica de los españoles. Sin embargo, el plan que tenía en mente el Gran Capitán comenzaría por hacer creer a Saluzzo que se retiraba, y días antes de la batalla realizó varios desplazamientos de tropas para simular que iniciaba un repliegue hacia el Volturno. El marqués relajó entonces la vigilancia, movió soldados hacia retaguardia y permitió a los oficiales descansar en los pueblos vecinos. Incluso concertó una tregua navideña para los días 25 y 26, al término de la cual, los franceses, que ya no esperaban una ofensiva enemiga, seguían sin estar alerta. Cosa que Córdoba aprovecharía para situarse en ciertos puntos claves y lanzar a continuación su ataque por sorpresa.
La idea era cruzar el río mediante tres pontones ensamblados, que ya se estaban fabricando desde hacía varias semanas en el castillo de Mondragone (a unos 12 kilómetros al sur del campamento español de Sessa) bajo la dirección de Juan de Lezcano. Las diversas piezas del puente se trasladarían en mulas hasta el lugar del cruce.
La noche del día 27 el ejército español estaba reunido cerca de Sessa, en un pueblo llamado Cintura (probablemente la actual Borgo Centore, fracción de Cellole), muy próximo al paso tendido con barcas encadenadas y controlado por los franceses, que daba acceso a Traietto (hoy Minturno), en cuyas cercanías se situaba el real francés. Al oeste, siguiendo el trazado de la Vía Apia, también poseían los de Saluzzo Mola (actual Formia), además de la fortificada Gaeta. Al sur, en la desembocadura, la Torre del Garellano. Y al norte se concentraban en Vallefredda (hoy Vallemaio), Castelforte y Suio. Sería cerca de esta última villa, desde la orilla opuesta, a donde se desplazarían los españoles por la noche para armar el puente y pasarlo al amanecer del día siguiente.
Gonzalo de Córdoba planeó dividir el ejército en tres cuerpos. El de Alviano (fundamentalmente caballería) cruzaría rápidamente en vanguardia el Garellano por los pontones para envolver por sorpresa a los franceses por su flanco izquierdo. Le seguiría luego un cuerpo central con el propio Córdoba al frente. Y en Cintura quedarían los hombres de Fernando de Andrade y Diego de Mendoza, para no levantar sospechas y atravesar el puente francés una vez ejecutada con éxito la operación anterior. La madrugada del 27 al 28 salieron de Cintura Alviano y Córdoba, a los que se unió la expedición de Lezcano que partió de Mondragone. Al norte de la última posición francesa cercana a Suio se escogió un tramo fluvial estrecho, de poca profundidad, de orillas firmes y fuera de la vista del enemigo, y en él, antes de amanecer, trabajaron los hombres de Lezcano en el ensamblaje y fijación de los pontones.

### Paso del Garellano y ataque por sorpresa
Al alba del 28 de diciembre, los 3.000 hombres de Bartolomeo d'Alviano cruzaron súbitamente el recién tendido puente. Le siguió el cuerpo central dividido a su vez en tres partes: Diego García de Paredes y Pedro Navarro al frente de 3500 rodeleros y arcabuceros; después la caballería pesada (30 jinetes) y ligera (200) de Próspero Colonna; y finalmente el Gran Capitán con 2.000 lansquenetes alemanes.
Las desprevenidas guarniciones francesas de Suio (300 ballesteros normandos) y Castelforte no pudieron detener la inesperada avalancha que se les vino encima y huyeron en desbandada. Vallefredda, defendida por Ivo d'Allegre, cayó con escasa resistencia. Hasta el final del día, e incluso después durante la noche, las tropas españolas se dedicaron a consolidar las posiciones y a hostigar sin descanso a los franceses que escapaban. Córdoba pernoctó en Castelforte.
Por la noche Saluzzo recibió noticias de lo acontecido y convocó un consejo de guerra que resolvió retirarse a Gaeta. Era algo que el marqués ya había pensado hacer organizadamente, pero esta insospechada y repentina pérdida de un sector en teoría tranquilo le halló desprevenido y sin tiempo para planearla. Se hubo de realizar entonces en las peores condiciones posibles: de noche, deprisa, con un incesante acoso enemigo, durante una fuerte tormenta y sobre barrizales que dificultaban sobremanera (cuando no impedían) la marcha y el traslado de carros y piezas de artillería. Por ello se decidió desmontar las barcas del paso cercano a Traietto para trasladar en ellas varias de las piezas río abajo hasta la desembocadura, y de ahí por mar hasta Gaeta. Sin embargo, acabaron hundiéndose por el fuerte oleaje en el Tirreno y algunas fueron capturadas por los españoles.
La mañana del 29 las tropas españolas entraron en el ya abandonado real francés. El Gran Capitán mandó reconstruir en la medida de lo posible la pasarela francesa sobre el Garellano y al tiempo iniciar la persecución de Saluzzo, ordenando a Colonna marchar de inmediato en vanguardia de ella. Para evitar el escape (y posterior atrincheramiento en Gaeta) de los franceses decidió envolverlos. Por ello envió a Alviano por el norte, cubriendo todo el flanco izquierdo galo, para que luego bajara por el oeste hasta Gaeta. El embolsamiento se completaría con la formación del ala izquierda española por parte de Andrade y Mendoza, que esperaban el tendido del improvisado paso para iniciar el avance más cercano a la costa.

### Resistencia en Mola
Poco antes de llegar a Mola, los hombres de Saluzzo se toparon con un obstáculo natural a modo de cuello de botella. Debían atravesar una pequeña pasarela en un estrecho desfiladero (en lo que hoy sería Scauri), que por la reciente crecida del río que salvaba se había hecho sumamente insegura. Pierre Terraill (conocido como el caballero Bayardo), quien ya había sobresalido durante el resto de la campaña, y más recientemente la noche anterior repeliendo desde la retaguardia los acuciantes ataques enemigos, decidió presentar batalla en el lugar con la caballería pesada (los llamados "hombres de armas") de que disponía. A pesar de estar ésta muy menguada en número, acometió con tanto ímpetu a la vanguardia de Colonna que se le enfrentó, que la hizo retroceder atropelladamente hasta topar con la columna de infantería dirigida por Córdoba que marchaba a continuación. Cundió el desconcierto entre las primeras filas de ésta, compuestas por lansquenetes, que quedaron inmóviles sin saber cómo reaccionar. Mediante vehementes arengas y abriéndose paso a caballo entre ellos, el Gran Capitán consiguió organizarlos en un cuadro para hacer frente a la siguiente carga de caballería que lanzó Bayardo. No pudo el francés superar a los piqueros germanos, cuyas formaciones se caracterizaban por su robustez y disciplina, y perdió a la mayoría de sus hombres en el embate.
Hacia la tarde, la llegada al frente de Andrade y Mendoza decantó la victoria hacia el lado español, a la vez que Alviano enfilaba ya el camino hacia Gaeta. Saluzzo se enteró de esto último, y temiendo por ello quedar irremediablemente rodeado, ordenó una retirada general que se convirtió en la práctica en una caótica huida desesperada en la que perecieron o fueron hechos prisioneros cientos de soldados, que además abandonaron gran cantidad de material militar del que se apoderaron luego los españoles. Por el contrario, Bayardo volvió a dar muestra de su arrojo, tenacidad y lealtad luchando con bravura hasta que cayó la noche (cuando ya exhausto acudió a refugiarse a Gaeta), cubriendo así en parte a sus compañeros.
Las tropas españolas recorrieron rápidamente los últimos kilómetros de la persecución, confluyendo en Mola y doblegando allá la débil oposición del genovés Bernardo Adorno, enviado por Saluzzo solo para ganar algo más de tiempo, y dando así fin a la batalla.

## Consecuencias
Al día siguiente la ciudadela de Gaeta, donde se refugiaron los últimos supervivientes, ya estaba cercada. Los franceses hicieron una oferta de rendición, que fue aceptada, y el 1 de enero de 1504 Saluzzo y el Gran Capitán firmaron la capitulación. En ella se establecía el intercambio de prisioneros y se permitía la libre salida, por mar o tierra, de las tropas francesas. A tal efecto Gonzalo de Córdoba cedió dos carracas recientemente capturadas al enemigo, en las que viajaron Saluzzo, los altos oficiales y cuantos otros soldados cupieron en ellas. El resto hubo de hacerlo a pie. Tanto unos como otros sufrieron grandes penalidades en el trayecto. De entre los primeros, gran cantidad murieron a bordo a causa de la malaria contraída o las heridas de la campaña. Los segundos vivieron un tortuoso recorrido a lo largo de Italia: fueron atacados por los lugareños en venganza por los saqueos y violencias a los que les habían sometido, y padecieron (o murieron a causa de ellas) el hambre y las enfermedades. Finalmente solo regresó a casa aproximadamente un tercio del ejército francés.
La victoria del Garellano tuvo importantes repercusiones militares y políticas. Expulsó definitivamente a los franceses con contundencia, y esto, junto a las derrotas sufridas en el Rosellón, hizo que Luis XII desistiera de continuar la guerra con España. A fines de enero su embajador firmaba en Santa María de la Mejorada una tregua con los Reyes Católicos. Y el posterior tratado de Lyon con Fernando el Católico daba fin oficialmente a la Segunda Guerra de Italia, reconociendo al segundo la posesión del Reino de Nápoles. Con ello mejoraba la situación política de España, que aseguraba su posición en Italia y quedaba junto a Francia (en el norte) como el principal poder en dicha península. Y entre ambos, varios Estados notablemente menos fuertes que ellos.
Esta batalla es la última que dirigió personalmente Gonzalo de Córdoba, pero las tácticas que mostraron en ella las tropas que él mandaba perduraron, junto con el resto de sus concepciones militares, en el ejército español. Los oficiales que sirvieron a sus órdenes en las dos Guerras de Italia recogieron sus enseñanzas y las aplicarían en futuras ocasiones. El movimiento de apertura que ejecutó el Gran Capitán el día 28 en el Garellano se considera una de las maniobras envolventes más logradas de la historia militar. Es un ejemplo preciso de cómo atacar y luego cubrir un solo flanco del enemigo, muy similar a la táctica que emplearía Erwin Rommel en la batalla de Gazala (21 de junio de 1942). Además, Córdoba no sacrificó los demás sectores para conseguir la superioridad numérica en el punto de ataque, ya que también desplegó hombres en el ala izquierda para solucionar este problema.